# Pawło Rozenko
Pawło Wałerijowycz Rozenko, ukr. Павло Валерійович Розенко (ur. 15 lipca 1970 w Kijowie) – ukraiński polityk, poseł do Rady Najwyższej, od 2014 do 2016 minister pracy i polityki socjalnej, w latach 2016–2019 wicepremier.

## Życiorys
Absolwent Kijowskiego Instytutu Politechnicznego (1993). Od 1989 działał w Ludowym Ruchu Ukrainy, był wiceprzewodniczącym jego organizacji młodzieżowej. Zasiadał we władzach krajowych NRU i następnie Ukraińskiej Partii Ludowej.
Od 1993 do 1994 pracował w Narodowej Telekompanii Ukrainy. Później był m.in. asystentem posłów i doradcą ministra. Od 2005 do 2006 zajmował stanowisko pierwszego wiceministra pracy i polityki socjalnej, później był kierownikiem jednej ze służb w Sekretariacie Prezydenta Ukrainy, następnie od 2008 do 2010 ponownie sprawował urząd pierwszego wiceministra w tym samym resorcie. Po odejściu z rządu zajął się działalnością doradczą, w 2011 został głównym ekspertem Centrum im. Razumkowa.
Dołączył do partii UDAR, z ramienia której w 2012 został wybrany na posła VII kadencji. W wyborach w 2014 jako kandydat Bloku Petra Poroszenki uzyskał parlamentarną reelekcję. 2 grudnia tegoż roku w drugim gabinecie Arsenija Jaceniuka objął stanowisko ministra pracy i polityki socjalnej. Funkcję tę pełnił do 14 kwietnia 2016. Tego samego dnia został powołany na wicepremiera w rządzie Wołodymyra Hrojsmana. Stanowisko to zajmował do 29 sierpnia 2019.